# Hierochloe redolens

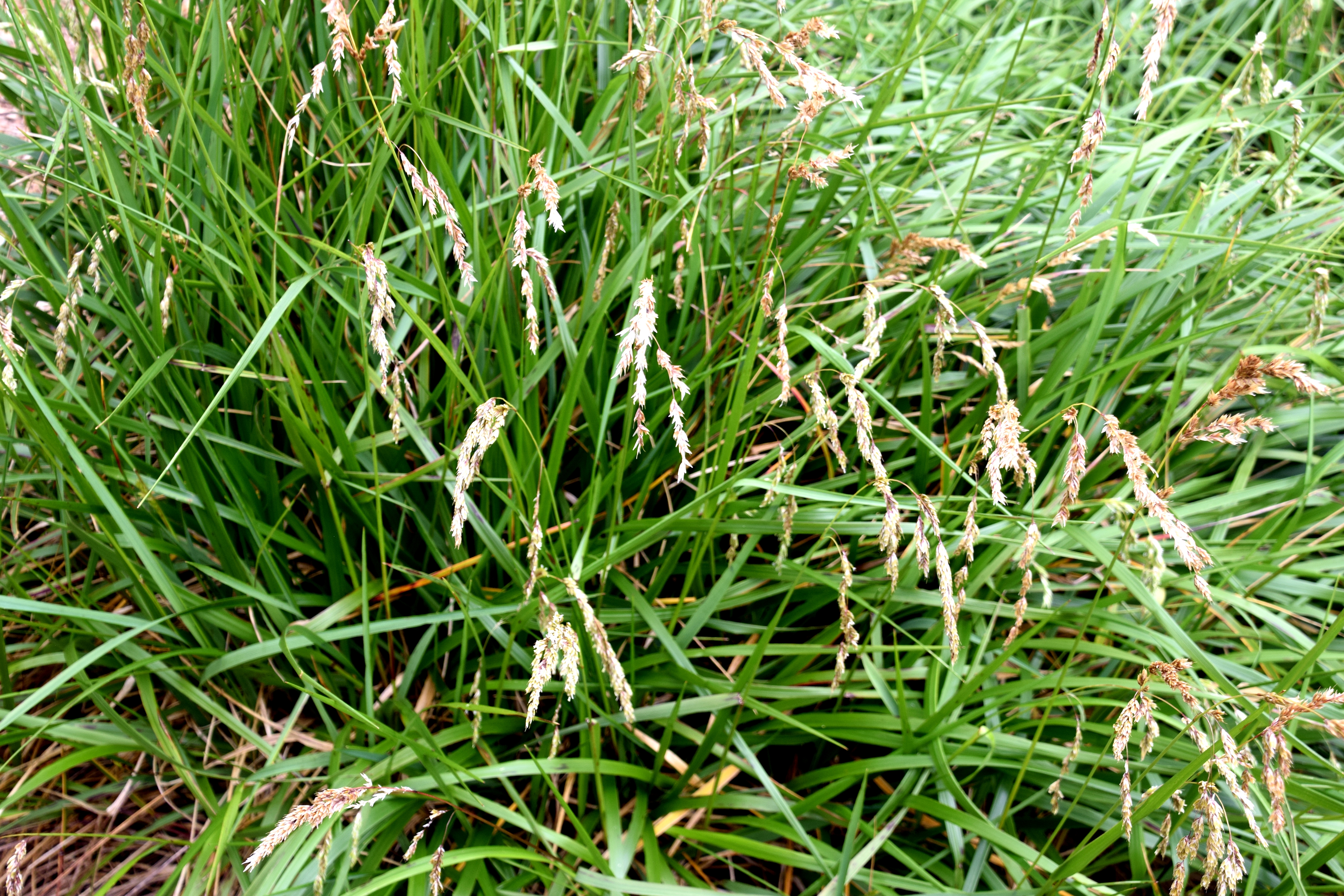

Hierochloe redolens là một loài thực vật có hoa trong họ Hòa thảo. Loài này được (Vahl) Roem. & Schult. mô tả khoa học đầu tiên năm 1817.